# Юсовский сельсовет
Юсовский сельсовет — сельское поселение в Чаплыгинском районе Липецкой области Российской Федерации.
Административный центр — село Юсово.

## История
Статус и границы сельского поселения установлены Законом Липецкой области от 23 сентября 2004 года № 126-ОЗ «Об установлении границ муниципальных образований Липецкой области»

## Население
| 2010  | 2012  | 2013  | 2014  | 2015  | 2016  | 2017  |
| ----- | ----- | ----- | ----- | ----- | ----- | ----- |
| 1248  | ↗1250 | ↘1236 | →1236 | ↗1238 | ↘1236 | ↗1239 |
| 2018  | 2021  |       |       |       |       |       |
| ↗1245 | ↗1290 |       |       |       |       |       |

## Состав сельского поселения
| № | Населённый пункт   | Тип населённого пункта       | Население |
| - | ------------------ | ---------------------------- | --------- |
| 1 | Большой Снежеток   | село                         | ↘154      |
| 2 | Волхонские Выселки | село                         | 1         |
| 3 | Юсово              | село, административный центр | ↘1093     |